# Cross-Examination
Pour plus de détails, voir Fiche technique et Distribution.
Cross-Examination est un film américain réalisé par Richard Thorpe, sorti en 1932.

## Synopsis
Lorsque le riche patriarche Emory Wells est retrouvé mort chez lui, son fils David est accusé. Lors du procès, après les témoignages des différentes personnes présentes sur place à l'heure du meurtre, David ne veut pas révéler où il est allé en quittant la maison. Finalement, Mary Stevens révèle qu'il était chez elle. En fait, la mère de David avait été retrouvée par lui quelques mois auparavant. Mary jure aussi qu'Emory était vivant quand David est parti. Il est donc acquitté. Mais le stress a été trop fort pour Mary, et sur son lit de mort, elle avoue avoir tué Emory car il ne voulait pas donner à son fils l'argent qui lui revenait de droit.

## Fiche technique
- Titre original : Cross-Examination
- Réalisation : Richard Thorpe
- Scénario : Arthur Hoerl
- Photographie : M.A. Anderson
- Son : Mac Dalgleish
- Montage : Holbrook N. Todd
- Production : Louis Weiss
- Société de production : Supreme Pictures
- Société de distribution : Weiss Brothers Artclass Pictures
- Pays de production :  États-Unis
- Langue originale : anglais
- Format : noir et blanc — 35 mm — 1,37:1 — son Mono (RCA Photophone)
- Genre : Film policier
- Durée : 74 minutes
- Date de sortie :
  - États-Unis : 13 février 1932

## Distribution
- H.B. Warner : Gerald Waring, l'avocat de la défense
- Sally Blane : Grace Varney
- Natalie Moorhead : Inez Wells
- Edmund Breese : Dwight Simpson, le procureur
- Don Dillaway : David Wells
- William V. Mong : Emory Wells
- Sarah Padden : Mary Stevens
- Niles Welch : Warren Slade
- Wilfred Lucas : le juge William J. Hollister